# Дунавска протописменост
Дунавска протописменост се наричат знаците, откривани върху археологически находки от долното течение на р. Дунав и датиращи от епохата на неолита (около 6000 до 3500 г. пр.н.е.). Вероятно те са най-древните в света, известни на науката. Откривани са в днешните България, Румъния и Сърбия).
В началото на 21-ви век изследователят Марко Мерлини организира в база данни знаците от дунавската протописменост. Общият им брой е около 5500, като над 1000 са случаите, в които са налице комбинации от 2 и повече знака. Над 3/4 от надписаните артефакти са от Старчево-Кришка култура.
Популярни образци са известната Плочка от Градешница, печатите с писмени знаци от Караново, принадлежащи към забележителната Карановска култура, табличките от с. Тартария (рум. Tărtăria – Търтърия) окръг Алба в днешна Румъния, отнасяни към неолитната Винчанска култура; подобна е откритата в Егейска Македония Табличка от Дупяк и др. Към Дунавската протописменост може да имат отношение и знаците, врязани на гърдите на женския идол с медна гривна, датиран към 5000 г. пр. Хр. от гроб № 453 на некропола в Дуранкулашко езеро, отнасян към периода „Блатница“ на културата Хаманджия, а също Кръглата плочка от Курило със знаци от двете страни, принадлежаща към едноименната неолитна Култура Курило,, както и знаците върху керамиката от ранно енеолитната Култура Тиса в басейна на р. Дунав при Тиса.